# John Roberts (futbolista nacido en 1946)
John Roberts (Abercynon, 11 de septiembre de 1946-4 de enero de 2016) fue un futbolista británico que jugaba en la demarcación de defensa.

## Selección nacional
Jugó un total de 22 partidos con la selección de fútbol de Gales. Hizo su debut el 15 de mayo de 1971 en un partido del British Home Championship contra Escocia. Además disputó la fase de clasificación para la Eurocopa de 1972, clasificación para la Copa Mundial de Fútbol de 1974 y la clasificación para la Eurocopa de 1976. Su último encuentro lo jugó el 6 de mayo de 1975 contra Escocia también en el British Home Championship.

## Clubes

### Como futbolista
| Club                | País       | Año         | Partidos | Goles |
| ------------------- | ---------- | ----------- | -------- | ----- |
| Swansea Town AFC    | Gales      | 1964 - 1967 | 37       | 16    |
| Northampton Town FC | Inglaterra | 1967 - 1969 | 62       | 11    |
| Arsenal FC          | Inglaterra | 1969 - 1972 | 59       | 4     |
| Birmingham City FC  | Inglaterra | 1972 - 1976 | 66       | 1     |
| Wrexham FC          | Gales      | 1976 - 1980 | 145      | 5     |
| Hull City AFC       | Inglaterra | 1980 - 1982 | 26       | 1     |
| Oswestry Town FC    | Gales      | 1982 - 1983 |          |       |

### Como entrenador
| Club             | País  | Año         |
| ---------------- | ----- | ----------- |
| Oswestry Town FC | Gales | 1982 - 1983 |

## Palmarés

### Campeonatos nacionales
| Título              | Club             | País       | Año  |
| ------------------- | ---------------- | ---------- | ---- |
| Copa de Gales       | Swansea Town AFC | Gales      | 1966 |
| First Division      | Arsenal FC       | Inglaterra | 1971 |
| FA Cup              | Arsenal FC       | Inglaterra | 1971 |
| Copa de Gales       | Wrexham FC       | Gales      | 1978 |
| Football League One | Wrexham FC       | Gales      | 1978 |

### Campeonatos internacionales
| Título         | Club       | País       | Año  |
| -------------- | ---------- | ---------- | ---- |
| Copa de Ferias | Arsenal FC | Inglaterra | 1970 |